# Pelargonium cortusaefolium
Pelargonium cortusaefolium là một loài thực vật có hoa trong họ Mỏ hạc. Loài này được L'Hér. mô tả khoa học đầu tiên năm 1787.